# Panesthia plagiata
Panesthia plagiata är en kackerlacksart som beskrevs av Walker, F. 1859. Panesthia plagiata ingår i släktet Panesthia och familjen jättekackerlackor.
Artens utbredningsområde är Sri Lanka. Inga underarter finns listade i Catalogue of Life.